# Dasyvalgus pulchellus
Dasyvalgus pulchellus är en skalbaggsart som beskrevs av Moser 1915. Dasyvalgus pulchellus ingår i släktet Dasyvalgus och familjen Cetoniidae. Inga underarter finns listade i Catalogue of Life.